# Ischalia acco
Ischalia acco is een keversoort uit de familie Ischaliidae. De wetenschappelijke naam van de soort is voor het eerst geldig gepubliceerd in 2001 door M. Satô & N. Ohbayashi.